# Голлсоппл (Пенсільванія)
Голлсоппл (англ. Hollsopple) — місто (англ. borough) в США, в окрузі Сомерсет штату Пенсільванія. Населення — 187 осіб (2020).

## Географія
Голлсоппл розташований за координатами 40°12′10″ пн. ш. 78°55′46″ зх. д. / 40.20278° пн. ш. 78.92944° зх. д. (40.202742, -78.929348).  За даними Бюро перепису населення США в 2010 році місто мало площу 0,92 км², уся площа — суходіл.

## Демографія
Згідно з переписом 2010 року, у селищі мешкала 191 особа в 78 домогосподарствах у складі 56 родин. Густота населення становила 209 осіб/км².  Було 83 помешкання (91/км²).
Расовий склад населення:
| - 99,0 % — білих - 0,5 % — корінних американців |

До двох чи більше рас належало 0,5 %. Частка іспаномовних становила 1,0 % від усіх жителів.
За віковим діапазоном населення розподілялося таким чином: 23,6 % — особи молодші 18 років, 65,9 % — особи у віці 18—64 років, 10,5 % — особи у віці 65 років та старші. Медіана віку мешканця становила 40,3 року. На 100 осіб жіночої статі у селищі припадало 119,5 чоловіків;  на 100 жінок у віці від 18 років та старших — 111,6 чоловіків також старших 18 років.
Середній дохід на одне домашнє господарство  становив 38 324 долари США (медіана — 36 250), а середній дохід на одну сім'ю — 45 989 доларів (медіана — 49 375). За межею бідності перебувало 27,1 % осіб, у тому числі 39,1 % дітей у віці до 18 років та 17,6 % осіб у віці 65 років та старших.
Цивільне працевлаштоване населення становило 76 осіб. Основні галузі зайнятості: виробництво — 17,1 %, роздрібна торгівля — 14,5 %, освіта, охорона здоров'я та соціальна допомога — 11,8 %, будівництво — 10,5 %.